# Garrodia nereis
O painho-de-dorso-cinzento (Garrodia nereis) é uma espécie de ave marinha da família Oceanitidae. É a única espécie do género Garrodia.
Pode ser encontrada nos seguintes países: Antártica, Argentina, Austrália, Chile, Ilhas Malvinas, Territórios Antárticos Franceses, Nova Zelândia, Santa Helena (território), África do Sul e Geórgia do Sul e Ilhas Sanduíche do Sul.
O seu habitat natural é o mar aberto.